# Почесні жителі Боярки
| № з/п | Рік присвоєння | Почесний громадянин (роки життя)                | Коротко про особу |
| ----- | -------------- | ----------------------------------------------- | --- |
| 1     | 2008           | Януш Альбіна Петрівна (1934 р.н.)               | Заслужений вчитель України, вчитель Боярської ЗОШ № 2 |
| 2     | 2008           | Мисько Надія Сильвестрівна (19-- р.н.)          | |
| 3     | 2008           | Богатир Борис Маркович (1932 р.н.)              | Депутат Боярської міської ради |
| 4     | 2009           | Нечитайло Галина Петрівна (1929 р.н.)           | Лікар-педіатр Боярської центральної районної лікарні |
| 5     | 2009           | Ялий Григорій Іванович (1948 р.н.)              | Начальник Боярського лінійного виробничого управління магістральних газопроводів |
| 6     | 2009           | Магомедов Магомед Алієвич (1964 р.н.)           | Голова наглядової ради ЗАТ «БМУ № 33» |
| 7     | 2010           | Брагінська Людмила Йосипівна (1921 р.н.)        | Лікар Боярської центральної районної лікарні з 44-річним стажем |
| 8     | 2010           | Корольов Анатолій Петрович (1932 р.н.)          | Директор заводу «Іскра» (1971—1980 р.р.) |
| 9     | 2011           | Конкін Володимир Олексійович (1951 р.н.)        | Радянський і російський актор театру і кіно, заслужений артист УРСР (1974), заслужений артист Росії (2010)                                                                                  |
| 10    | 2011           | Кравченко Любов Федорівна (1950 р.н.)           | Директор Боярського краєзнавчого музею (1987—2016) |
| 11    | 2011           | Мотренко Марія Іванівна (1944 р.н.)             | Заступник головного лікаря (1993—2012) |
| 12    | 2012           | Бібік Алла Яківна (1934 р.н.)                   | Заслужений працівник культури України, керівник ансамблю «Сузір'я» |
| 13    | 2012           | Якименко Володимир Григорович (1942 р.н.)       | Директор Боярської загальноосвітньої школи (1985—2007 р.р.) |
| 14    | 2013           | Хоменко Лідія Леонтіївна (1937 р.н.)            | Голова Боярської міської організації «Ветеранів війни, праці, дітей війни та Збройних Сил України»                                                                                          |
| 15    | 2013           | Клименко Поліна Михайлівна (1927 р.н.)          | Вчитель Боярської ЗОШ № 3 (1962—1982)/ Нагороджена медалями «За доблесну працю у Великій Вітчизняній війні 1941—1945 рр.», «Захиснику Вітчизни», «За доблесну працю» та ін.                 |
| 16    | 2014           | Демидова Ірина Львівна (1954 р.н.)              | Засновник, співвласник і ідейний лідер елітних приватних навчально-виховних комплексів для дітей у м. Боярка, які є єдиними закладами такого типу в Україні і не мають аналогів за кордоном |
| 17    | 2014           | Петриченко Марія Луківна (1944 р.н.)            | З 1967—1990 депутат Боярської міської ради, з 1975—1990 член виконавчого комітету Боярської міської ради, нагороджена медалями «Ветеран праці» та «У пам'ять 1500-річчя Києва»              |
| 18    | 2014           | Сінаюк Ганна Василівна (1943 р.н.)              | Член Боярської міської організації ветеранів війни та праці, нагороджена медаллю «Ветеран праці»                                                                                            |
| 19    | 2015           | Харчук Ніна Феодосіївна (посмертно) (1948—2015) | Заслужений журналіст України, депутат Боярської міської ради 5-ти скликань, відповідальний секретар журналу «Всесвіт»                                                                       |
| 20    | 2015           | Стратілат Просковія Ілларіонівна (1941 р.н.)    | Впродовж багатьох років державний нотаріус у місті Боярка |
| 21    | 2015           | Овчиннікова Олександра Йосипівна (1963 р.н.)    | Вчитель Боярської ЗОШ № 1 |
| 22    | 2016           | Приймаченко Віталій Григорович (1937 р.н.)      | Поет, голова ГО «Боярське Мистецьке Братство» (до 2016 року), лауреат премії ім. В. Самійленка                                                                                              |
| 23    | 2016           | Тетянюк Сергій Михайлович (1960 р.н.)           | Заслужений тренер України з важкої атлетики |
| 24    | 2018           | Нурищенко Володимир Андрійович (1923 р.н.)      | голова Президії Боярської міської організації інвалідів війни, Збройних Сил та учасників бойових дій                                                                                        |
| 25    | 2018           | Гладишевський Володимир Романович (1957 р.н.)   | начальник відділу газовимірювань та метрології Філії УМГ «Київтрансгаз» АТ «Укртрансгаз» НАК «Нафтогаз України»                                                                             |
| 26    | 2018           | Кузьменко Василь Федорович (1948 р.н.)          | завідувач господарством відділення господарського та допоміжного персоналу Києво-Святошинського районного відділу лабораторних досліджень                                                   |
| 27    | 2018           | Компаніченко Тарас Вікторович (1969 р.н.)       | заслужений артист України, видатний український кобзар, бандурист і лірник, дослідник історії України                                                                                       |
| 28    | 2019           | Вітюк Володимир Павлович                        | хірург вищої категорії Центральної районної лікарні Києво-Святошинського району Київської області, активного учасника культурно-мистецького життя міста Боярка                              |
| 29    | 2019           | Лисенко Сергій Миколайович                      | український історик, вчитель, член Київської обласної організації Національної спілки краєзнавців України                                                                                   |
| 30    | 2020           | Лахтадир Ангеліна Миколаївна (1961 р.н.)        | директор Києво-Святошинського центру соціально-психологічної реабілітації населення, активна громадська діячка міста Боярка                                                                 |
| 31    | 2020           | Коржова Валентина Миколаївна (1951 р.н.)        | депутат Боярської міської ради |